# Dark Matter Moving at the Speed of Light
Dark Matter Moving at the Speed of Light è un album di Afrika Bambaataa.

## Tracce
1. Got That Vibe
2. Metal
3. Dark Matter
4. Soul Makossa
5. Take You Back
6. Just A Smoke
7. B More Shake
8. 2137
9. Almighty Ra
10. Touch And Go
11. Ain't Takin' No Shhh
12. Sally
13. No Dope Fiends On The Floor